# Наумов, Леонид Анатольевич (историк)
Леони́д Анато́льевич Нау́мов (род. 20 декабря 1961, Москва) — российский историк и педагог, заслуженный учитель РФ, кандидат исторических наук. Автор ряда работ, посвящённых истории НКВД и репрессий 1937—1938 годов («Большой террор»). Один из авторов «Энциклопедии для детей». Директор ГБОУ Гимназия № 1505 (2001—2018), с 2019 года — первый заместитель генерального директора в издательстве «Просвещение».

## Биография
Леонид Наумов родился 20 декабря 1961 года в Москве. Один его дед, Наум Наумов, был военным разведчиком, в 1933—1936 годах работал в Берлине «под крышей» советского торгпредства, занимался новейшими вооружениями Германии. В октябре 1937 года он был арестован, в марте 1938 — расстрелян. Второй его дед, Иосиф Семёнович Яхнис (1905—1956), уроженец Немирова, был военным лётчиком, участвовал в освобождении Белоруссии, и окончил войну в звании полковника, кавалер трёх орденов Красного Знамени (1942, 1945, 1947), Александра Невского (1944) и Красной Звезды (1944).
В 1984 году Наумов окончил исторический факультет МГПИ им. В. И. Ленина (с 1990 года — МПГУ). В 1984—1986 годах Наумов служил в Ракетных войсках стратегического назначения в Белоруссии и на Алтае. По возвращении со службы работал в школе. Со школьных лет и до конца 1980-х годов Наумов с Евгением Маркеловым участвовал и руководил различными подпольными движениями левого толка («Отряд имени Че Гевары», группа «Лесной народ»). С 1990 по 2018 год Наумов работал в Гимназии № 1505, с 2001 года — на посту директора. С января 2019 в издательстве «Просвещение».
В 1997 году Наумов защитил кандидатскую диссертацию по истории по теме «Отечественная историография Д. И. Писарева», является заслуженным учителем РФ, награждён знаком «Почетный работник общего и специального образования РФ», медалью «В память 850-летия Москвы».
Женат, двое детей. Увлекается фалеристикой.

## Взгляд на историю репрессий 1937—1938 гг
Наумов изложил свои взгляды на историю репрессий в ряде книг: «Борьба в руководстве НКВД 1936—1938 гг.», «Сталин и НКВД» и других. Большая часть его работ посвящена борьбе в верхушке НКВД, он выделяет ряд чекистских «кланов» и через их борьбу пытается объяснить ход репрессий. Сам он считает себя историком-ревизионистом:

Несколько лет назад я сделал для себя странное открытие: в каком-то смысле, я — «ревизионист». Оказался я «ревизионистом» совершенно неожиданно для себя. Просто поставил перед собой вопрос: чему следует отдавать предпочтение — анализу слов или поступков? То есть, следует использовать поступки людей в 1937—1938 гг. как доказательства их слов, или наоборот, искать в словах объяснение смысла поступков. Спор это не схоластический, как может показаться на первый взгляд. Речь идет об интерпретации статистического материала — «цифр».

### Причины репрессий
Наумов предполагает, что репрессии были вызваны целым комплексом факторов. По его мнению, необходимо условно разделять процессы, происходившие в 1937—1938 гг. на два типа. Первый он называет «большой чисткой», которая была направлена против номенклатуры, второй — «большим террором», который был направлен против самых широких слоев населения. По мнению исследователя, это были два различных, хотя и пересекающихся процесса, которые могли иметь разные причины, цели и проводились по-разному. Жертвы «большого террора» были репрессированы посредством различных внесудебных органов — «троек», «двоек» и т. п., а «большой чистки» — через Военную коллегию Верховного суда, часто их имена были в «расстрельных списках». «Большая чистка», по версии Наумова, началась с целью истребления противников Сталина и по сути потом переросла в борьбу «всех против всех». Обострение политического конфликта внутри руководства страны привело к попытке применения чрезвычайных мер. В логике массовых операций (по терминологии Наумова — «большого террора») и чистки Наумов видит мотивы социальной инженерии. По мнению исследователя, «Кулацкая операция» по приказу НКВД № 00447 была нужна для окончательного уничтожения социальных групп, которые не могут принять социалистические преобразования, национальные операции же явно были вызваны страхом перед «пятой колонной», а чистка выступает как инструмент ликвидации «вредителя с партбилетом в кармане».

### Роль Сталина в репрессиях
По мнению Наумова, «Сталин во многом зависел от расстановки сил в верхах и сам был во власти страха перед потенциальными или реальными заговорами». Наумов полагает, что в условиях политического конфликта в верхах Сталин на некоторое время потерял контроль за НКВД. В своих работах исследователь на статистическом материале пытается доказать, что в различных регионах СССР репрессии шли по-разному. Он анализирует ход «большого террора» и «большой чистки» в регионах и показывает, что в реальности очень многое зависело от специфики самой области и её руководства. По его мнению, тот факт, что в некоторых областях первоначальные лимиты приказа № 00447 были превышены в десять раз, а в некоторых остались первоначальными, свидетельствует о потере контроля над НКВД. Исследователь отмечает, что в терминах того времени потеря контроля однозначно интерпретировалась как заговор сама по себе. При этом Наумов вполне допускает, что руководящие сотрудники НКВД могли планировать смещение Сталина.

## Основные работы

### Монографии
- Наумов Л. А. Борьба в руководстве НКВД 1936—1938 гг. М., 2006 ;
- Наумов Л. А. Сталин и НКВД. М.: Эксмо, 2007 ;
- Наумов Л. А. «Кровавый карлик» против Вождя народов. Заговор Ежова. М.: Эксмо, 2009[12];
- Наумов Л. А. Сталин и НКВД.[13]М.: Новый хронограф, 2010 ;
- Наумов Л. А. Митридатовы войны: мысли дилетанта. М.: Волшебный фонарь, 2010. ISBN 978-5-903505-38-8
- Наумов Л. А. Сталин и НКВД[14]. М.: Алгоритм, 2012.
- Наумов Л. А. Митридатовы войны. М.: Вече, 2024.

### Статьи
- Статьи в «Энциклопедии для детей» издательства «Аванта+», Том 1, Всемирная история: «Византийская империя», «Константин Великий. Принятие христианства», «Юстиниан I»;
- Леонид Наумов: «Единый государственный экзамен будет большим стрессом для московского образования» Консерватор. 2003. № 10. 21 марта
- Наумов Л. А. Основные подходы к формированию гимназического образования" Модернизация московского образования: механизмы развития и обновления. Вып.2 М.2004
- Наумов Л. А. Московская городская педагогическая гимназия-лаборатория: универсальное образование, 15 лет пути". Модернизация московского образования: механизмы развития и обновления. вып.4 М.2005
- Глебкин В. В. Наумов Л. А.. Работа с текстами русской культуры XIX в. как способ формирования культурной идентичности у старшеклассников" // Модернизация московского образования: механизмы развития и обновления. Вып.4 М.2005
- Наумов Л. А. Гимназия № 1505 «Московская	городская педагогическая гимназия — лаборатория»: от 1989 г. к 2009 г. Школа	будущего № 1 2009
- Наумов Л. А.. «Скажите этой лисице…»[15] Альфа и Омега № 1..2009
- Наумов Л. А. . Универсальное образование в гимназии 1505 Москвы // Универсальное образование. Культурно-исторические основания, теоретические модели и их практическая реализация". М. 2012
- Наумов Л. А., Полетаева М. А.. Особенности интеграции гуманитарного образования в гимназии № 1505 г. Москвы // Универсальное образование. Культурно-исторические основания, теоретические модели и их практическая реализация". М. 2012
- Наумов Л. А. Новые стандарты старшей школы: «переходить» или «еще успеем»? Стандарты Нового образования. № 2, 2013
- Наумов Л. А. Ещё раз о «профильном» или «углубленном» уровне образования[16]. Учительская газета № 31 от 5 августа 2014
- Наумов Л. А. Семь шагов навстречу ФГОС.[17] Учительская газета № 31 от 2 августа 2016
- Наумов Л. А. Конкурс или конференция, или Как диагностировать результаты исследовательской деятельности.[18] «Учительская газета», № 35 от 30 августа 2016 года
- Наумов Л. А. Импровизация вождя[19]. Историк. Выпуск № 34 Октябрь 2017
- Наумов Л. А. ПОТОК, РОСТ, Урбошкола и новый учитель «УГ Москва»,	№ 14 от 3 апреля 2018 год
- Наумов Л. А. Школа вчера и сегодня: взгляд историка.[20] Аргументы и факты от 23.08.2018.
- Наумов Л. А. Чему я научился в московской школе[21]."Учительская газета", № 03 от 15 января 2019 года
- Наумов Л. А. 1937 год — ошибка Сталина по его же сталинской мерке. Реальное время 8.12.2019
- Наумов Л. А. Люди не готовы ни проклинать Сталина, ни реабилитировать его. Реальное время. 9.12.2019
- Наумов Л. А. Картина мира или мир картинок. Учительская газета № 7. 18.02.2020.
- Наумов Л. А. Пять шагов работы на дистанте Учительская газета. Москва 30.04.2020
- Наумов Леонид Падение красного Авеля. Историк. № 66. Июнь 2020
- Наумов Л. А. В поисках «целостной картины мира»: роль теории в современных учебниках истории. Учебник как модель мира и общества. Коллективная монография Под ред. Т. В. Артемьевой, М. И. Микешина. Санкт-Петербургский центр истории идей. СПб. 2021
- Наумов Л.А. Своих не забываем. Ренессанс отечественной педагогики. Учительская газета № 30 26 июля 2022
- Наумов Л.А. Вопросы теории построения программ общего образования: «Парадокс Скаткина». // Современное дополнительное профессиональное педагогическое образование. Том 5. № 1 (18).
- Наумов Л.А. Перестройка исторического образования 60 лет назад: «Опережающий эксперимент Лернера» и современность // Современное дополнительное профессиональное педагогическое образование.  2023 Том 6. № 1 (20).
- Наумов Л.А. Проблемное обучение: физики и лирики. Вчера и сегодня. Ч. 1 // Современное дополнительное профессиональное педагогическое образование. 2023. Т. 6. № 2(21). С. 17–30.
- Наумов Л.А. Проблемное обучение: физики и лирики. Вчера и сегодня. Ч. 2 // Современное дополнительное профессиональное педагогическое образование. 2024. Т. 6. № 5 (24). С. 12–30

### Видео
- Городской методический центр. 7 шагов навстречу ФГОС. Леонид Наумов (15 марта 2017). Дата обращения: 6 апреля 2019.
- Городской методический центр. 7 шагов навстречу ФГОС. Леонид Наумов. Часть 2 (13 апреля 2017). Дата обращения: 12 апреля 2019.
- Городской методический центр. Интервью с директором гимназии № 1505 Леонидом Наумовым (24 января 2017). Дата обращения: 12 апреля 2019.